# 文件更改日志
文件更改日志（英語：file change log）用于跟踪一个文件系统中命名空间（文件和/或目录）的更改。取决于实现，文件更改日志将记录诸如创建、链接、反链接（删除）、重命名文件、数据变更、元数据（例如ACL或权限）等变更。文件更改日志可以作为文件系统的一个文件访问，或者以隐蔽的编程方式访问。
文件更改日志与文件系统的日志不同。
这样的日志可用于至少两种目的：
首先，某些应用程序必须扫描整个文件系统才能发现上次扫描以来的变更。如果读取文件变更日志，则可以避免扫描或完全扫描。需要扫描的应用程序包括：备份工具、以及副本自动维护程序等。
其次，日志可以作为文件系统活动的审计记录。